# حزب الخضر في أوتياروا في نيوزيلندا
حزب الخضر في أوتياروا في نيوزيلندا، المعروف باسم الخُضر، حزب سياسي بيئي ويساري في نيوزيلندا. يمتلك أربع ركائز تنظيمية مثل العديد من الأحزاب الخضراء في جميع أنحاء العالم (الحكمة البيئية، والعدالة الاجتماعية، والديمقراطية الشعبية، واللاعنف). تجمع أيديولوجية الحزب بين البيئة والسياسة الاقتصادية اليسارية والاجتماعية الديمقراطية، بما في ذلك الخدمات العامة الممولة جيدًا والمُتحكم بها محليًا ضمن حدود اقتصاد الحالة الثابتة. ينتمي الحزب عالميًا إلى حركة خُضر عالميون.
تعود أصول حزب الخضر إلى حزب القيم، الذي تأسس في عام 1972 كأول حزب بيئي على المستوى الوطني في العالم. تشكل حزب الخضر الحالي في عام 1990. شارك الحزب في تحالف الأحزاب بين عامي 1991-1997، الذي يجمع بين خمسة أحزاب يسارية. حصل على تمثيل في البرلمان في انتخابات عام 1996.
ترأس حزب الخضر عادةً زعيم وزعيمة منذ تأسيسه، إلا أن أعضاء الحزب صوتوا في مايو 2022 لتغيير نموذج القيادة المشتركة، حتى يصبح منصب تشغله أنثى، وقائد آخر من أي نوع اجتماعي شريطة أن ينتمي إلى الماوري. عملت ماراما ديفيدسون كقائدة مشاركة منذ عام 2018، وعمل جيمس شو كقائد مشارك بين عامي 2015-2022 ومن عام 2022 حتى الآن.
يعدّ حزب الخضر رابع أكبر حزب في مجلس النواب، بحوالي 9 نواب. وافق الحزب في عام 2022، على التعاون مع حكومة العمل السادسة وتسلم حقيبتين وزاريتين في المقابل. ينافس حزب الخضر في العديد من انتخابات الحكومات المحلية في جميع أنحاء نيوزيلندا. شغلت ممثلة حزب الخضر سيليا ويد براون، منصب عمدة مدينة ويلينغتون بين عامي 2010-2016، وفي عام 2019 انتُخب آرون هوكينز عمدة لمدينة دنيدن. ينظم حزب الخضر في أوكلاند حملات مع حزب العمال، تحت راية تحالف سيتي فيجن السياسي.

## المبادئ والسياسات
تأسس حزب الخضر لمواجهة ما يعتبره تهديدات للبيئة الطبيعية، ويركز دومًا على القضايا البيئية. أعرب الحزب في الآونة الأخيرة عن مخاوفه بشأن التعدين في المتنزهات الوطنية، والمياه العذبة، وذروة النفط، وإطلاق الكائنات الحية المعدلة وراثيًا. يدعم الحزب بشدة الجهود المبذولة للتصدي للتغير المناخي بناءً على الأدلة العلمية، من خلال الانتقال بعيدًا عن حرق الوقود الأحفوري إلى إنتاج الطاقة المتجددة، إضافة إلى جعل تسعير الكربون عملية أكثر شفافية وإدخال القطاع الزراعي في مخطط تجارة الانبعاثات.
عبّر حزب الخضر عن دعمه لحقوق الإنسان، ووقوفه ضد عمليات الولايات المتحدة العسكرية- ودول أخرى- في أفغانستان والعراق. عُرف الحزب بمناصرته لعدد من القضايا الاجتماعية، مثل تقنين المساواة في الزواج، والحق في طلب اللجوء وزيادة حصة اللاجئين، والمساواة بين الجنسين.
يقبل الحزب معاهدة وايتانغي باعتبارها الوثيقة التأسيسية لنيوزيلندا، ويعترف بالماوري على أنهم شعب الأرض.
يشدد حزب الخضر في سياساته الاقتصادية على عوامل مثل الاستدامة وفرض الضرائب على التكاليف غير المباشرة للتلوث والتجارة العادلة. يرى أن قياس النجاح الاقتصادي يجب أن يركز على قياس الرفاهية بدلًا من تحليل المؤشرات الاقتصادية. يريد الحزب إدخال دخل أساسي شامل في نهاية المطاف.
نظم الحزب سابقًا حملة لتشريع استخدام القنّب «وإلغاء العقوبات عن أي شخص مصاب بمرض مستعصٍ أو مزمن أو حالة منهكة، بسبب زراعة القنب أو حيازته أو استخدامه و/أو منتجاته للأغراض العلاجية، بدعم من ممارس طبي مسجل». قُنن استخدام القنّب الطبي بين عامي 2017-2020 من قبل حكومة العمل السادسة، ورُفض استخدام القنّب لأغراض ترفيهية في استفتاء عام 2020.
يعتمد حزب الخضر في قاعدة ناخبيه بشكل كبير على المتعلمين جيدًا من السكان الحضريين. يُرجح أن يكون ناخبو حزب الخضر من ذوي الاهتمام الكبير بالبيئة والقضايا البيئية، إلا أن الأبحاث تشير إلى أن عددًا قليلًا جدًا من الأشخاص الذين يصوتون لصالح حزب الخضر، يفعلون ذلك فقط لأسباب بيئية.

## لمحة تاريخية

### الأسس
تعود أصول حزب الخضر إلى حزب القيم، وهو أول حزب بيئي على المستوى الوطني في العالم. تأسس حزب القيم في عام 1972 في جامعة فيكتوريا في ويلينغتون. حصل الحزب على قدر من الدعم العام في عدة انتخابات، لكن نظام الانتخاب في ذلك الوقت، نظام الأغلبية البسيطة، يعني أن الحزب لم يفز بأي مقاعد في مجلس النواب. كان بعض الأعضاء المؤسسين لحزب الخضر في أوتياروا نيوزيلندا، ولا سيما جانيت فيتزسيمونز ورود دونالد ومايك وارد، أعضاء نشطين في حزب القيم في بداية الحركة الخضراء في سبعينيات القرن العشرين.
تقدم العديد من المرشحين في انتخابات الهيئات المحلية لعام 1989 لشغل مناصب في الحكومة المحلية تحت راية الخُضر، وشهدت انتخاب أول عضو مجلس مدينة من الخُضر في نيوزيلندا، ستيفن رينبو في ويلينغتون. انضم إليه في العام التالي عضو المجلس ميرين داونينغ، الذي ترك جمعية المواطنين للانضمام إلى حزب الخضر.
اندمج ما تبقى من حزب القيم مع عدد من المنظمات البيئية الأخرى لتشكيل حزب الخضر الحديث في مايو 1990. عاد الدعم من جديد، إذ فازت المجموعة الجديدة بنسبة 6.85% من الأصوات في انتخابات عام 1990، لكن دون الفوز بمقاعد.

### سنوات التحالف
أصبح الخُضر في العام التالي أعضاء مؤسسين للتحالف، وهو تجمع من خمسة أحزاب يضم أيضًا الديمقراطيين والليبراليين ومانا موتوهكي وحزب العمل الجديد. شُهد قبل ذلك مباشرة تعاون محدود بين الأحزاب التي تقدم مرشحين مشتركين في عدة انتخابات فرعية للهيئات المحلية في أوكلاند. كانت روث نورمان من المرشحات من حزب الخضر، وانتُخبت لمجلس إقليم أوكلاند. انتخب أعضاء الحزب في مؤتمر الحزب الافتتاحي للتحالف في نوفمبر 1992، جانيت فيتزسيمونز من حزب الخضر كنائبة مشاركة لزعيم التحالف.
خاض حزب الخضر انتخابات عامي 1993 و1996 كجزء من التحالف. كانت العضوية في التحالف قرارًا مثيرًا للجدل مع معارضة أقلية لا يُستهان بها في الحزب، لذا عانى الحزب في السنوات القليلة التي تلت ذلك من الدعوات المستمرة للخروج من التحالف. أصبحت القضية بمرور الوقت أكثر إثارة للانقسام الداخلي، حتى وصل الأمر إلى تشكيل حزب مستقل (حزب الخضر التقدمي) من قبل الأعضاء غير الراضين عن اتجاه التحالف الذي اعتقدوا أنه يساري للغاية ويركز على قضايا العدالة الاجتماعية، ما يقلل من التركيز على القضايا البيئية.
لم يكن للخضر قادة منتخبون حتى المؤتمر السنوي لعام 1995 في تاوبو. انتُخبت فيتزسيمونز في ذلك المؤتمر كقائدة مشاركة دون معارضة، وهزم دونالد جويل كايفورد ومايك سميث في مسابقة ثلاثية ليصبح القائد المشارك.
تبنت نيوزيلندا نظام تمثيل نسبي مختلط في عام 1996، فتمكن التحالف من دخول البرلمان، ونجح في إدخال ثلاثة نواب من قائمة المرشحين الخضر: فيتزسيمونز ودونالد وفيليدا بانكل.
شعر أعضاء الحزب في عام 1997 بأن عضوية التحالف قد طمست هويتهم، فاتخذوا قرارًا بترشيح المرشحين بشكل مستقل عن التحالف في الانتخابات القادمة. غادر معظم أعضاء حزب الخضر التحالف، وقرر البعض ترك حزب الخضر والبقاء في التحالف (مثل بانكل، الذي عُين لاحقًا وزيرًا للجمارك في الحكومة الائتلافية لتحالف العمل). قرر بعض أعضاء حزب التحالف الذين انضموا إلى التحالف عبر أحزاب أخرى مغادرة التحالف والانضمام إلى حزب الخضر، ولا سيما سو برادفورد وكيث لوك، عندما انضم كلاهما إلى التحالف من حزب العمل الجديد.